# Zimbelkraut
Das Zimbelkraut (Cymbalaria muralis, synonym Linaria cymbalaria), auch Zymbelkraut, Mauer-Zimbelkraut oder Eustett (Schweiz) genannt, ist eine Pflanzenart innerhalb der Familie der Wegerichgewächse (Plantaginaceae).

## Beschreibung

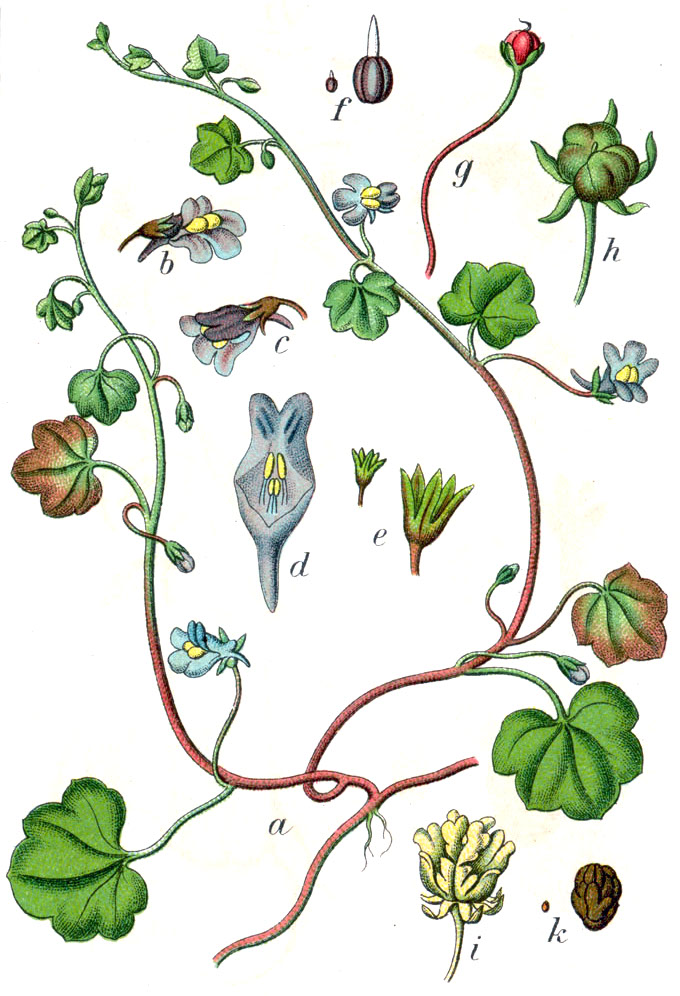
Illustration aus Sturm

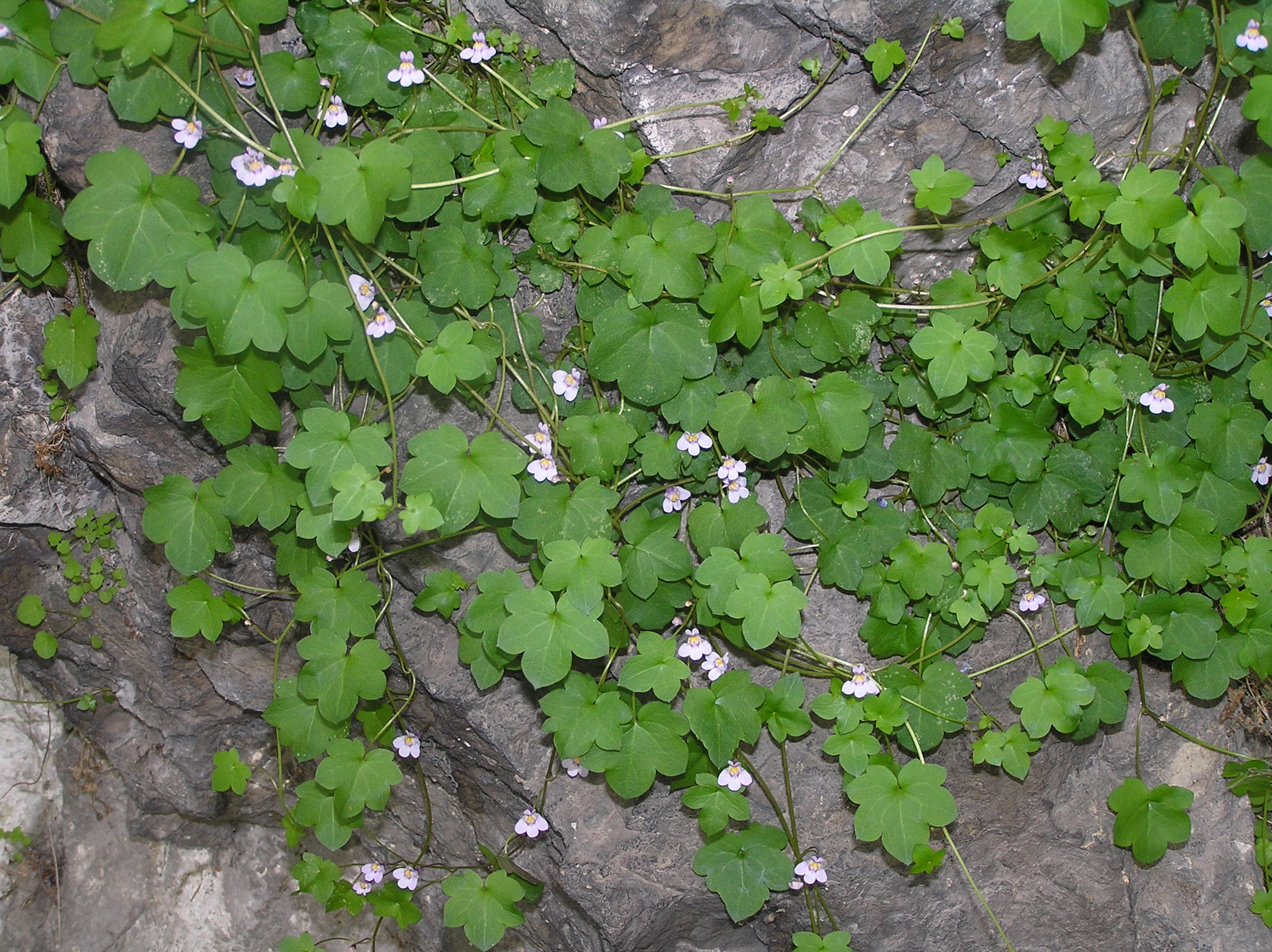
Habitus, Laubblätter und Blüten

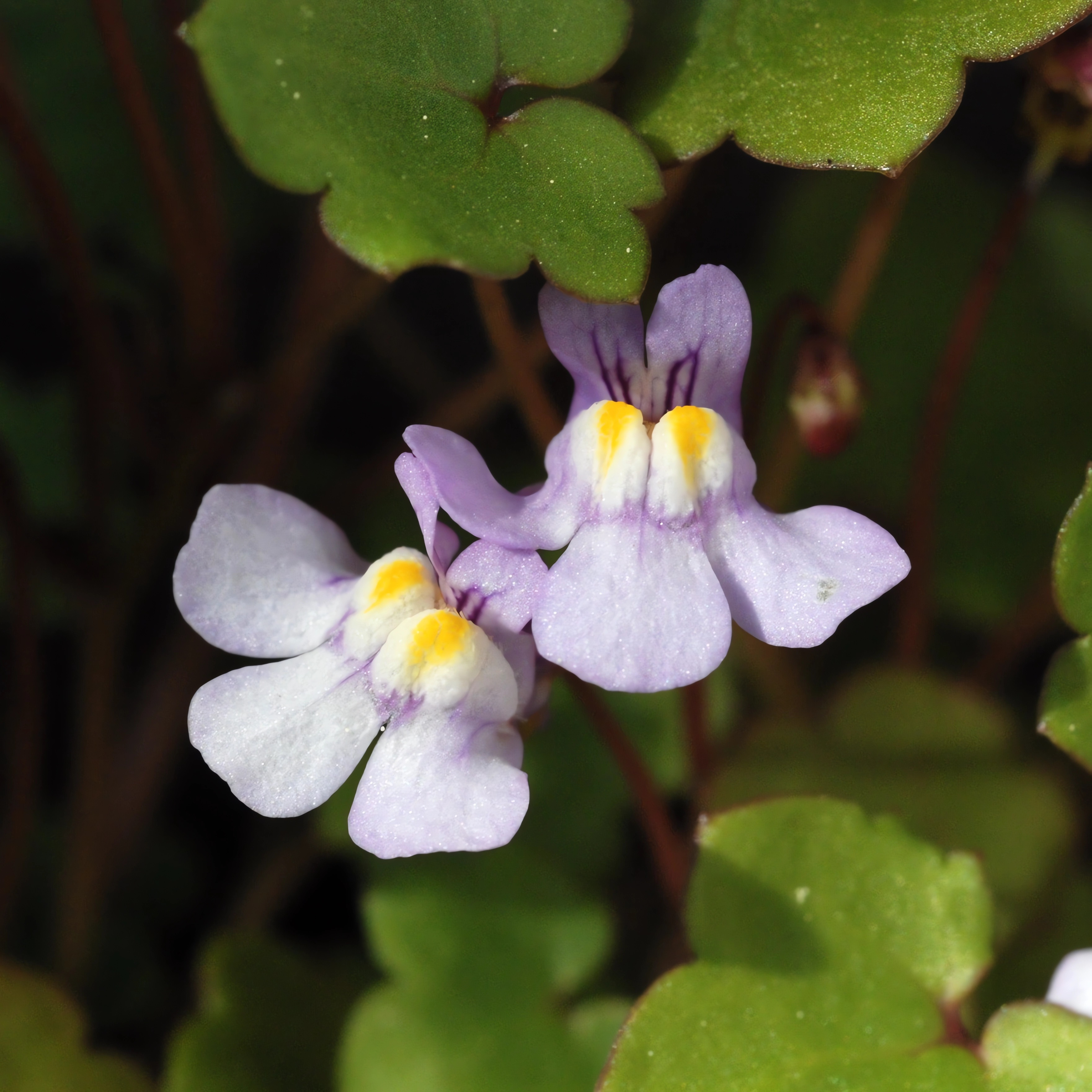
Zygomorphe Blüten im Detail

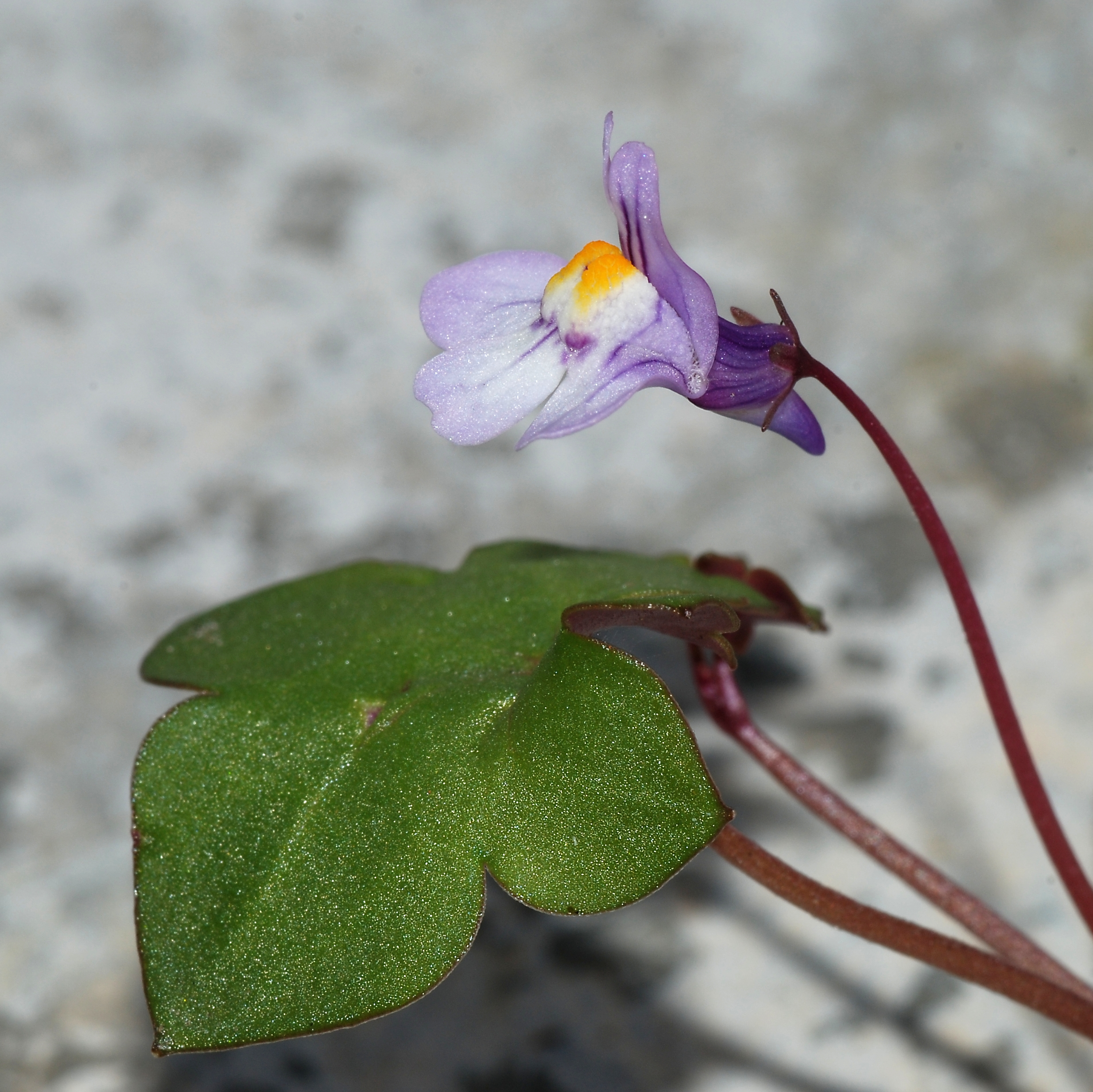
Gestielte Laubblätter und Blüte von der Seite mit Kelch und Sporn

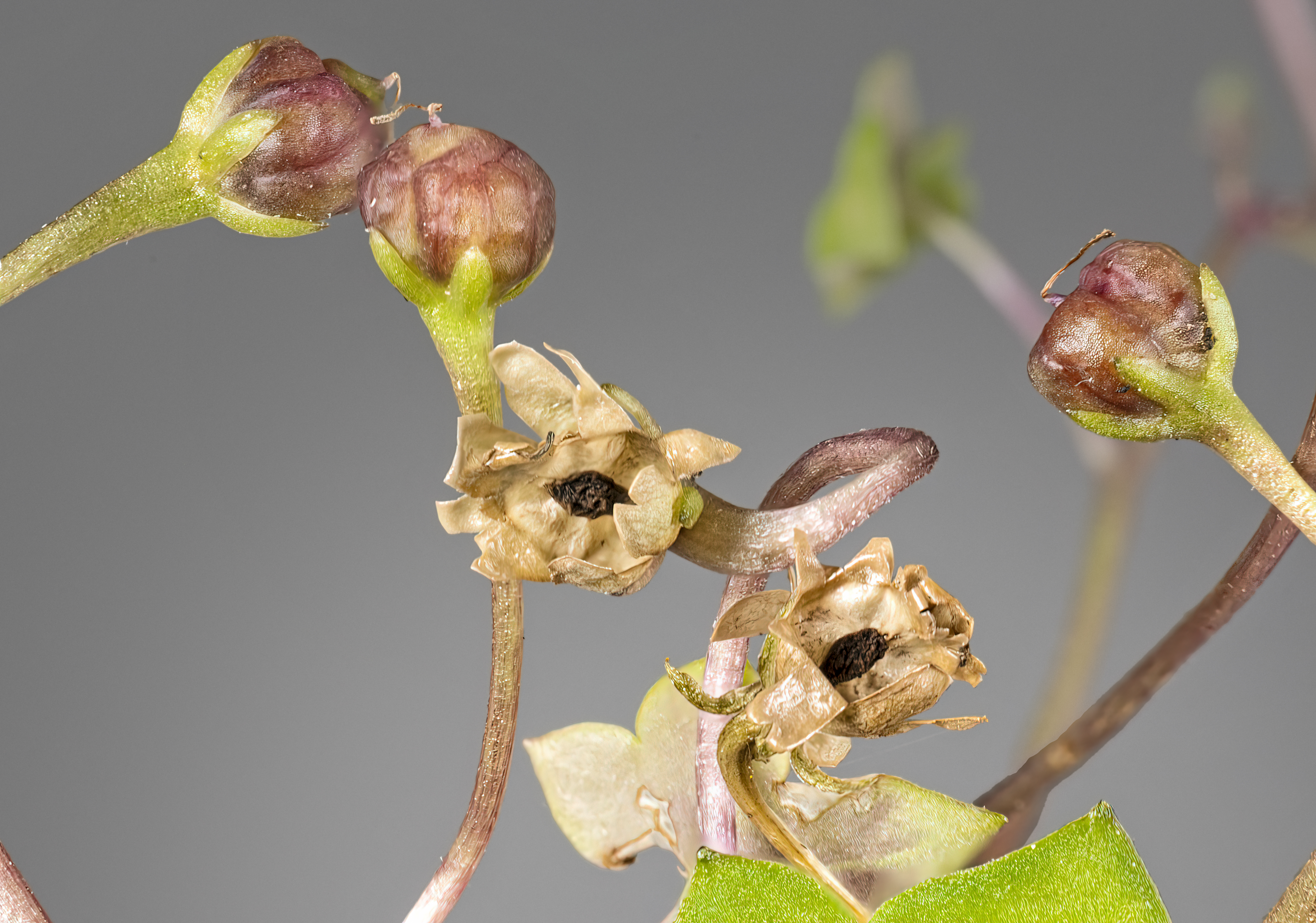
Früchte

### Vegetative Merkmale
Das Zimbelkraut ist eine ausdauernde, krautige Pflanze. Die fadenförmigen, kletternden oder hängenden, kahlen bis behaarten Stängel sind bis zu 60 Zentimeter lang. Die kleinen, kahlen, langstieligen, wechsel- bis gegenständigen, herzförmigen, gelappten, ganzrandigen, bis 1,5–5,5 Zentimeter großen Laubblätter sind unterseits manchmal violett gefärbt. Die rundlichen bis dreieckigen 5–9 Blattlappen sind oft feinstachelspitzig oder abgerundet.

### Generative Merkmale
Die gestielten Blüten erscheinen einzeln und achselständig. Die relativ kleinen, zwittrigen, fünfzähligen und hellvioletten bis violett, selten weißen Blüten sind zygomorph mit doppelter Blütenhülle. Die zweilippigen Blütenkronen sind gespornt. Die Blütenröhre ist mit einem gelben „Gaumen“ maskiert, von einer Wölbung der dreilappigen Unterlippe verschlossen. Dies schließt schwache Insekten von der Bestäubung aus (Kraftblume). Die Maskierung täuscht große Staubbeutel vor, ein Signal an pollensammelnde Insekten. Die kurzen und eingeschlossenen vier Staubblätter sind didynamisch. Der Fruchtknoten ist oberständig mit schlankem Griffel. Es werden kleine, kahle und rundliche, vielsamige Kapselfrüchte mit Griffelresten an langen Fruchstielen mit beständigem Kelch gebildet. Die grob texturierten Samen sind etwa einen Millimeter groß.
Die Blütezeit reicht von der zweiten Aprilhälfte bis September, die Fruchtreife von August bis September.
Die Chromosomenzahl beträgt 2n = 14.

## Ökologie
Das Zimbelkraut ist ein ausdauernder Hemikryptophyt bzw. ein krautiger Chamaephyt.
Nach Ellenberg ist es eine Halblichtpflanze, ein Wärmezeiger, subozeanisch verbreitet und mäßig stickstoffreiche Standorte bevorzugend. Es ist eine Klassencharakterart wärmeliebender Mauer-Kraut-Gesellschaften (Parietarietea, Parietarietalia judaicae). Nach Oberdorfer ist die Art in Mitteleuropa häufig Charakterart des Cymbalarietum muralis aus dem Verband Centrantho-Parietarion.
Blütenökologisch handelt es sich um homogame „Maskenblumen“ mit Kronblattsporn. Die gelben Blütenmale außen auf der Unterlippe der Blüte wirken als Staubbeutelattrappen. Die Blüten wenden sich zum Licht (sie sind positiv phototrop). Bestäuber sind Bienen und Schwebfliegen. Auch Selbstbestäubung in den Blütenknospen kurzer, sich in die Erde einbohrender Seitenzweige mit geschlossen bleibenden Blüten (Kleistogamie) kommt vor.
Der Fruchtstiel wächst nach der Befruchtung aus. Die kleinen, dreiklappigen Porenkapseln springen auf und setzen die Samen frei. Der letzte Samen bleibt mit der Frucht fest verbunden, deren Fruchtstiel schließlich weg vom Licht (negativ phototrop) und damit beispielsweise in Mauerspalten hinein wächst. So erhalten die Samen mit großer Sicherheit ein günstiges Keimbett. Zimbelkraut ist damit das klassische Lehrbuchbeispiel für Phototropismus. Das Zimbelkraut ist ein Selbstaussäer, ein Dunkelkeimer und ein Gartenflüchter.

## Herkunft und Vorkommen
Das Zimbelkraut stammt ursprünglich aus dem Mittelmeerraum. Ursprüngliche Standorte waren Felsen der Gebirge Norditaliens und der nördlichen Adria. Das Zimbelkraut wurde etwa im 16. Jahrhundert in Mitteleuropa als Zier- und Heilpflanze eingebürgert (angesalbt) und ist heute weltweit an Felsen, aber vor allem in Mauerritzen zu finden (etablierter Neophyt). Es bevorzugt warme, aber halbschattige bis sonnige, etwas feuchte Mauern und Mauerritzen.

### Denkmäler als natürlicher Lebensraum
Burgen, Mauern und Ruinen bilden oft den natürlichen Lebensraum von Zimbelkraut, wo es das unverfugte, nicht zu sehr beschattete Mauerwerk besiedelt. Da keine mechanische Beanspruchung des Mauerwerks durch Wurzeldruck erfolgt und keine Penetration des Wurzelwerks in intaktes Gestein möglich ist, kann der Bewuchs nicht als schädigend für das Gestein eingestuft werden. Die Vereinigung der Landesdenkmalpfleger (VDL) betrachtet in ihrem Arbeitsheft zur Vorsorge, Pflege, Wartung und Instandhaltung von Baudenkmälern den Schutz des Denkmals und der Natur als gleichrangige Ziele und empfiehlt für Baudenkmäler eine naturverträgliche Instandsetzung und den Erhalt des Lebensraums.

### Schloss Trøjborg
Die Ruine des Wasserschlosses Trøjborg ist von Zimbelkraut überwachsen. Dazu heißt es auf der Informationstafel (übersetzt aus dem Dänischen): „Die Ruine wird so weit wie möglich von Pflanzenbewuchs freigehalten, der die Mauern zerstört und verdeckt. Einige Pflanzen dürfen jedoch an den Wänden wachsen, weil sie hier ihren natürlichen Lebensraum haben und gleichzeitig zu selten sind. Dies gilt für das Zimbelkraut mit kleinen rotvioletten Blüten und herabhängenden Ästen sowie für die Mauerraute.“

## Botanische Geschichte und Systematik
Die erste Erwähnung findet diese Pflanzenart in den Kräuterbüchern von Lonicer (1582) und Matthiolus (1586), wo sie auch als Heilpflanze beschrieben wird.
1644 wurde sie erstmals in Mitteleuropa (Niederlande) nachgewiesen. Es heißt, sie sei mit Skulpturen aus Italien nach Norden gereist.
Die Bezeichnung 'Zymbalkraut' wird erstmals von Zwinger (1696) verwendet. Die therapeutischen Anwendungsgebiete für diese Pflanzenart waren sehr unterschiedlich, doch scheinen die Hauptindikationen Wunden, Entzündungen verschiedener Art und Frauenleiden gewesen zu sein. Hauptinhaltsstoffe sind Iridoide.
Der Schriftsteller Heinrich Seidel beschreibt in der Skizze „Linaria cymbalaria“, wie er ab 1890 diese Pflanzenart in Berlin „ansalbte“.
Die gültige Erstveröffentlichung von Cymbalaria muralis erfolgte 1800 durch Gottfried Gaertner, Bernhard Meyer und Johannes Scherbius. Synonyme für Cymbalaria muralis P.Gaertn., B.Mey. & Scherb. sind: Linaria cymbalaria (L.) Mill., Linaria cymbalaria (L.) Mill. subsp. cymbalaria, Linaria cymbalaria (L.) Mill. var. cymbalaria.
Es gibt etwa drei Unterarten:
- Cymbalaria muralis P.Gaertn., B.Mey. & Scherb. subsp. muralis
- Cymbalaria muralis subsp. pubescens (J.Presl) D.A.Webb (Syn: Linaria pubescens J.Presl, Cymbalaria pubescens (J.Presl) Cufod., Linaria pilosa var. pubescens (J.Presl) Bég.): Dieser Endemit kommt nur auf Sizilien vor.[13]
- Cymbalaria muralis subsp. visianii D.A.Webb: Sie kommt in Italien und in Kroatien vor.[13]

Aufgrund der Gestalt der Blüten wurde das Zimbelkraut lange zu den Braunwurzgewächsen (Rachenblütler, Scrophulariaceae) gezählt. Nach molekulargenetischen Untersuchungen und den Regeln des ICN (Internationaler Code der Nomenklatur für Algen, Pilze und Pflanzen) wurde es zusammen mit vielen anderen Scrophulariaceae in die Wegerichgewächse gestellt.

## Verwendung
Das Zimbelkraut findet als Zierpflanze in Parks und Gärten an Mauern und in Steingärten Verwendung.
Zimbelkraut (Herba cymbalaria) soll Bestandteil des berüchtigten, schon in Gaben von wenigen Tropfen tödlichen Gifttranks Aqua Tofana gewesen sein. Dies berichtet Ganelli, der erste Leibarzt von Kaiser Karl VI. in einem Brief an den berühmten Arzt Friedrich Hoffmann.
Als Heilpflanze hat Zimbelkraut heute praktisch keine Bedeutung mehr, wird jedoch in der Volksheilkunde vereinzelt bei Wunden und Entzündungen angewendet.

## Wortherkunft
Der Gattungsname Cymbalaria kommt aus dem Griechischen und bedeutet „Gefäß“ und ist eine Anspielung auf die vertieften Blätter der Pflanze. Der Zusatz muralis steht für „Mauer“, „Wand“, den bevorzugten Standort des Mauerblümchens.
Zimbeln sind – auch – Musikinstrumente in Form kleiner Gefäß-Becken-Paare.

## Zimbelkraut in Literatur und Kunst